# Stadio Pankritio
Il Pankritio Stadium (Παγκρήτιο Στάδιο) è uno stadio di calcio situato a Candia sull'isola di Creta. Lo stadio è stato completato il 31 dicembre 2003, e ufficialmente inaugurato l'11 agosto 2004, poco prima l'inizio dei giochi olimpici estivi 2004, centrato a Atene, Grecia, dove si sono disputate delle partite di calcio. Lo stadio ha una capacità di 26 400 posti a sedere.